# Liste der Flaggen im Landkreis Emmendingen
Diese Liste beinhaltet alle Flaggen im Landkreis Emmendingen in Baden-Württemberg.
In Baden-Württemberg werden zweibahnige Flaggen verliehen, deren Farben den Wappenfarben entsprechen. Dabei wird oft als erste Farbe der Flagge (links vom Betrachter) die Farbe der Wappenfigur und als zweite Farbe die des Wappengrundes genommen. Flaggen, die vor Inkrafttreten der deutschen Gemeindeordnung 1935 geführt wurden, dürfen beibehalten werden, auch wenn diese nicht den heutigen Bestimmungen in Baden-Württemberg entsprechen.

## Landkreis Emmendingen
| Landkreis             | Flagge | Kommentare |
| Landkreis Emmendingen |        | Wappen vom Innenministerium am 5. November 1956 verliehen; Flagge vom Regierungspräsidium Freiburg am 23. Januar 1989 verliehen: „In gespaltenem und halb geteiltem Schild rechts in Gold (Gelb) ein roter Schrägrechtsbalken, links oben in Silber (Weiß) ein schwarzer Sechsberg, unten in Blau ein silberner (weißer) Flügel.“ Flagge: Rot-Gelb, Gelb-Rot. |

## Flaggen der Städte im Landkreis Emmendingen
| Stadt                   | Flagge | Kommentare |
| Elzach                  |        | Heiliger Nikolaus und schwarzenbergisches Wappen in Siegeln von 1315, Dreiberg als Wappen und Siegelbild seit dem 16. Jahrhundert, älteres Siegelbild als Wappen seit 1895; heutiges Wappen vom Innenministerium im Jahre 1968 verliehen. Wappen und Flagge vom Landratsamt Emmendingen am 5. April 1982 neu verliehen: „In gespaltenem Schild vorn in Grün der silbern (weiß) gekleidete Heilige Nikolaus mit silbern bordierter roter Mitra, in der Rechten einen silbernen (weißen) Krummstab, in der Linken ein rotes Buch mit drei daraufliegenden goldenen (gelben) Kugeln haltend, hinten in Silber (Weiß) ein schwebender schwarzer Dreiberg.“ Flagge: Weiß-Grün. |
| Emmendingen             |        | Gerichtssiegel mit gespaltenem Wappenschild mit Schrägbalken im vorderen Feld im Jahre 1466 überliefert, geharnischter Ritter auf Dreiberg im hinteren Feld in Siegel von 1590, ohne Dreiberg in späteren Siegeln. Wappen in heutiger Form seit 1960: „In gespaltenem Schild vorn in Gold (Gelb) ein roter Schrägbalken, hinten in Blau ein silbern (weiß) gerüsteter Ritter, einen silbernen (weißen) Stab in der Rechten, die Linke auf das umgehängte silberne (weiße) Schwert gestützt.“ Flagge: Weiß-Blau. |
| Endingen am Kaiserstuhl |        | Flügel im ältesten Siegel von 1334, heutiges Wappenbild in Siegel von 1720. Wappen vom Innenministerium am 4. Januar 1965 verliehen: „In gespaltenem Schild vorn in Rot ein silberner (weißer) Balken, hinten in Blau ein silberner (weißer) Flügel.“ Flagge: Weiß-Blau. |
| Herbolzheim             |        | Wappenschild mit österreichischem Bindenschild, üsenbergischem Flügel und gestürzte Pflugschar im ältesten Siegel von 1520-1592. Wappen vom Theologen und Hofpfalzgrafen Johann Pistorius d. J. im Jahre 1606 verliehen: „In halbgeteiltem und gespaltenem Schild vorn oben in Rot ein silberner (weißer) Balken, unten in Blau ein silberner (weißer) Flügel, hinten in Gold (Gelb) ein halber, golden (gelb) bewehrter und rot bezungter schwarzer Adler am Spalt, die Brust belegt mit einer halben gestürzten silbernen (weißen) Pflugschar.“ Flagge: Weiß-Grün, Grün-Weiß.                                                                                           |
| Kenzingen               |        | Üsenbergischer Flügel in Siegel von 1287, gespaltener Schild mit österreichischem Bindenschild und zwei abgewendeten Fischen in Siegel aus dem Ende des 17. Jahrhunderts. Wappen in heutiger Form seit 1898: „In gespaltenem Schild unter blauem Schildhaupt, worin ein silberner (weißer) Flügel, vorn in Rot ein silberner (weißer) Balken, hinten in Silber (Weiß) zwei pfahlweis gestellte, abgewendete blaue Fische.“ Flagge: Blau-Rot. |
| Waldkirch               |        | Wappenbild im ältesten Siegel von 1299, Wappen in heutiger Form vom Innenministerium am 5. Mai 1976 verliehen: „In Blau auf schwebendem schwarzen Sechsberg eine eintürmige silberne (weiße) Kirche mit roter Bedachung und goldenem (gelbem) Turmkreuz zwischen je einem aus dem Sechsberg wachsenden silbernen (weißen) Linden- (rechts) und Eichenzweig (links).“ Flagge: Blau-Gelb. |

## Flaggen der Gemeinden im Landkreis Emmendingen
| Gemeinde                 | Flagge | Kommentare |
| Bahlingen am Kaiserstuhl |        | Gespaltener Schild mit badischem Schrägbalken und Rebmesser in Gerichtssiegel von 1482, heutiges Wappen in Siegel von 1665. Tingierung im Jahre 1913 festgelegt: „In gespaltenem Schild vorn in Gold (Gelb) ein roter Schrägbalken, hinten in Blau ein silbernes (weißes) Winzermesser mit schwarzem Griff über einer gestürzten silbernen (weißen) Pflugschar.“ Flagge: Rot-Gelb. |
| Biederbach               |        | Stehender Hirte im Wappen seit 1904. Wappen in heutiger Form und Flagge vom Innenministerium am 3. Juli 1968 verliehen: „In Blau auf silbernem (weißem) Felsen sitzend ein silbern (weiß) gekleideter Hirte mit breitkrempigem silbernen (weißen) Hut und silberner (weißer) Umhängetasche, in der Rechten einen silbernen (weißen) Hirtenstab haltend.“ Flagge: Weiß-Blau.        |
| Denzlingen               |        | Wappenbild im ältesten Gerichtssiegel von 1458, Wappen in heutiger Form und Tingierung im Jahre 1900 festgelegt. Flagge vom Landratsamt Emmendingen am 2. Mai 1984 verliehen: „In gespaltenem Schild vorn in Gold (Gelb) ein roter Schrägbalken, hinten in Blau eine silberne (weiße) Pflugschar.“ Flagge: Rot-Gelb.                                                               |
| Forchheim                |        | |
| Freiamt                  |        | Wappen und Flagge vom Innenministerium am 31. Oktober 1972 verliehen: „In Gold (Gelb) ein roter Schrägbalken, begleitet oben von einem steigenden roten Halbmond mit Gesicht und zwei roten Sternen, unten von einer aus dem unteren Schildrand wachsenden grünen Tanne mit schwarzem Stamm.“ Flagge: Rot-Gelb.                                                                    |
| Gutach im Breisgau       |        | Wappen und Flagge vom Innenministerium am 5. November 1975 verliehen: „In Gold (Gelb) auf blauem Berg, worin aus dem Schildfuß wachsend ein silbernes (weißes) Zahnrad, eine grüne Tanne.“ Flagge: Grün-Gelb. |
| Malterdingen             |        | Wappenbild im ältesten Siegel von 1462; Wappen im Jahre 1900 festgelegt. Flagge vom Landratsamt Emmendingen am 29. Juli 1985 verliehen: „In gespaltenem Schild vorn in Gold (Gelb) ein roter Schrägbalken, hinten in Silber (Weiß) ein blaues Rebmesser mit schwarzem Griff.“ Flagge: Rot-Gelb.                                                                                    |
| Reute                    |        | |
| Rheinhausen im Breisgau  |        | Wappen und Flagge vom Innenministerium am 12. Februar 1973 verliehen: „In gespaltenem Schild vorn in Rot ein silberner (weißer) Balken, hinten in Blau eine gestürzte goldene (gelbe) Pflugschar über einem nach links schwimmenden silbernen (weißen) Fisch.“ Flagge: Weiß-Blau.                                                                                                  |
| Riegel am Kaiserstuhl    |        | Mannesrumpf mit Kopfbinde oder Lorbeerkranz im ältesten Gerichtssiegel von 1531; Wappen in heutiger Form und Tingierung im Jahre 1895 festgelegt. Flagge vom Landratsamt Emmendingen am 2. August 1989 verliehen: „In Blau ein goldener (gelber) Römerrumpf mit grünem Lorbeerkranz.“ Flagge: Gelb-Blau.                                                                           |
| Sasbach am Kaiserstuhl   |        | Linksgewendeter Löwe auf dreizipfeliger Fahne in Siegel von 1811; Wappen in heutiger Form im Jahre 1902 festgelegt. Flagge vom Innenministerium am 15. September 1971 verliehen: „In Schwarz ein doppelgeschwänzter goldener (gelber) Löwe.“ Flagge: Gelb-Schwarz. |
| Sexau                    |        | Wappenbild in Gerichtssiegel von 1722; Wappen im Jahre 1913 angenommen. Flagge vom Landratsamt Emmendingen am 8. August 1979 verliehen: „In gespaltenem Schild vorn in Gold (Gelb) ein roter Schrägbalken, hinten in Silber (Weiß) auf grünem Dreiberg eine grüne Staude mit sechs Eicheln.“ Flagge: Grün-Weiß.                                                                    |
| Simonswald               |        | Wappen und Flagge vom Innenministerium am 23. Februar 1972 verliehen: „In von Gold (Gelb) und Silber (Weiß) gespaltenem Schild auf rotem Dreiberg drei grüne Tannen, von denen die mittlere, den Schild spaltend, bis zum oberen Schildrand reicht.“ Flagge: Rot-Weiß. |
| Teningen                 |        | Gestürzte Pflugschar im ältesten Gerichtssiegel von 1476, heutiges Wappenbild in Siegeln seit 1531; Tingierung im Jahre 1913 festgelegt. Flagge vom Landratsamt Emmendingen am 23. Juli 1979 verliehen: „In gespaltenem Schild vorn in Gold (Gelb) ein roter Schrägbalken, hinten in Blau eine gestürzte goldene (gelbe) Pflugschar.“ Flagge: Rot-Gelb.                            |
| Vörstetten               |        | Heutiges Wappen im ältesten Gerichtssiegel von 1741; Tingierung im Jahre 1907 festgelegt. Flagge vom Landratsamt am 3. Mai 1988 verliehen: „In gespaltenem Schild vorn in Gold (Gelb) ein roter Schrägbalken, hinten in Blau ein steigender goldener (gelber) Krebs neben einem pfahlweis gestellten silbernen (weißen) Pflugmesser.“ Flagge: Gelb-Blau.                           |
| Weisweil                 |        | Wappenbild in Gerichtssiegel von 1543; Tingierung im Jahre 1913 festgelegt: „In gespaltenem Schild vorn in Gold (Gelb) ein roter Schrägbalken, hinten in Blau zwei schräggekreuzte silberne (weiße) Fische.“ Flagge: Gelb-Rot-Gelb. |
| Winden im Elztal         |        | Wappen und Flagge vom Innenministerium am 6. August 1976 verliehen: „In Silber (Weiß) auf grünem Dreiberg eine rote Kirche, beseitet von zwei achtspeichigen roten Mühlrädern.“ Flagge: Rot-Weiß. |
| Wyhl am Kaiserstuhl      |        | Abwärts gekehrte Pflugschar und Senseneisen im ältesten Gerichtssiegel von 1609, heutiges Wappenbild in Siegeln seit der zweiten Hälfte des 18. Jahrhunderts; Tingierung im Jahre 1905 festgelegt: „In gespaltenem Schild vorn in Rot eine gestürzte goldene (gelbe) Pflugschar, hinten in Blau ein pfahlweis gestelltes silbernes (weißes) Senseneisen.“ Flagge: Gelb-Rot.        |